# Лінія D (Празький метрополітен)
Лінія D (чеськ. Linka D) — будується, хронологічно четверта лінія Празького метрополітену. Будівництво першої ділянки почалося в червні 2019 року.

## Станції
- Наместі Миру (перехід на лінію A)
- Наместі братрі Синку
- Панкрац (перехід на лінію C)
- Олбрахтова
- Надражі Крч
- Немосніце Крч
- Нове Двори
- Лібуш
- Пісніце
- Депо Пісніце